# Park Zwycięstwa w Moskwie
Park Zwycięstwa (ros. Парк Победы) w Moskwie –  kompleks poświęcony pamięci wielkiej wojny ojczyźnianej, w zachodniej części miasta, położony na Pokłonnej Górze. Kompleks został otwarty 9 maja 1995, w 50. rocznicę zakończenia II wojny światowej w Europie, w Dniu Zwycięstwa.
Pierwszy projekt parku powstał już w 1942, jednak pierwsze prace ruszyły w latach 50. XX wieku – w 1958 stanął tu tymczasowy pomnik, a wokół zaczęto sadzić drzewa. Na budowę kompleksu złożyło się społeczeństwo, a zarząd Moskwy przeznaczył 135 ha terenu.
Na kompleks składają się:
- pomnik Zwycięstwa (proj. Zurab Cereteli)
- Centralne muzeum Wielkiej Wojny Ojczyźnianej lat 1941–1945
- cerkiew pw. św. Jerzego (1995)
- meczet (1997)
- Synagoga i muzeum Holokaustu (1998)
- kaplica ku pamięci ochotników hiszpańskich (2003)
- wystawa techniki wojskowej i uzbrojenia pod gołym niebem
- pomnik „Obrońcom ziemi rosyjskiej”
- pomnik „Wszystkim zabitym”
- pomnik-tablica „Tu będzie stał pomnik obrońców Moskwy”

W centrum kompleksu znajduje się obelisk o wysokości 141,8 metra zakończony rzeźbą Nike, a wiedzie do niej aleja otoczona przez 1418 fontann – każda symbolizuje kolejny dzień wojny.

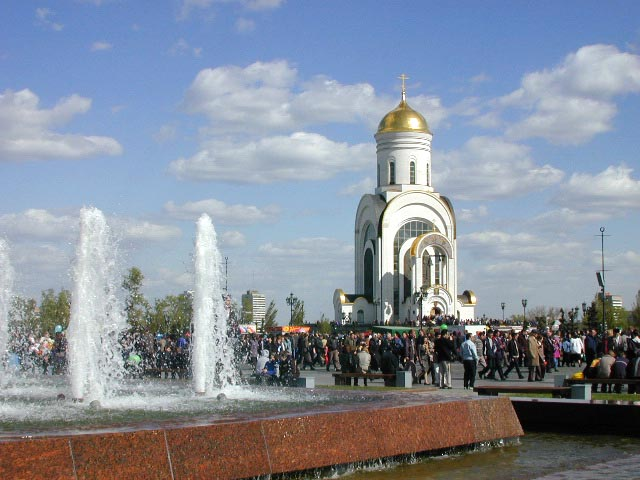
Cerkiew i fontanny
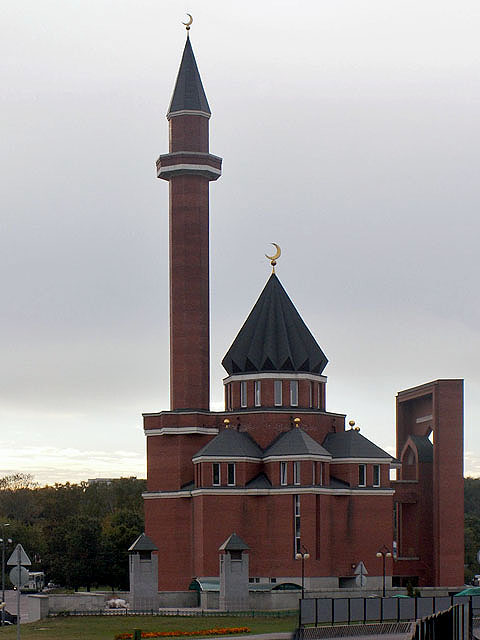
Meczet